# Vellozia sellowii
Vellozia sellowii är en enhjärtbladig växtart som beskrevs av Moritz August Seubert. Vellozia sellowii ingår i släktet Vellozia och familjen Velloziaceae. Inga underarter finns listade.